# Racing Point RP19
O Racing Point RP19 é um carro de Fórmula 1 projetado e desenvolvido pela Racing Point para competir durante a temporada de Fórmula 1 de 2019. É o primeiro carro construído pela Racing Point após a compra da equipe Force India em agosto de 2018. O RP19 é pilotado por Sergio Pérez e pelo recém-saído da Williams Lance Stroll e fez sua estreia competitiva no Grande Prêmio da Austrália de 2019.

## Sobre
Por causa do patrocínio da BWT, que patrocinou os últimos carros da Force India, as mudanças do carro foram mais técnicas do que estéticas.